# Choton nuur
Choton nuur (mong. Хотон нуур) – słodkowodne jezioro polodowcowe w zachodniej Mongolii, w ajmaku bajanolgijskim, w Ałtaju Mongolskim, w Parku Narodowym Ałtaj-Tawanbogd. 
Jezioro o powierzchni 50 km², głębokości do 58 m, długości do 22 km i szerokości do 4 km. Leży na wysokości 2083,6 m n.p.m. Jest połączone z jeziorem Churgan nuur. Zimą zamarza. Wody jeziora są bogate w ryby.